# Eleccions presidencials dels Estats Units de 2004
Les eleccions presidencials dels Estats Units de 2004 tingueren lloc el 2 de novembre de 2004. El president republicà George W. Bush fou reelegit per a un segon mandat en derrotar el candidat demòcrata, John Kerry, senador per Massachusetts.

## Candidats

### Partit Republicà
| Entrada del Partit Republicà                |                                                 |
| George W. Bush                              | Dick Cheney                                     |
| per a President                             | per a Vicepresident                             |
|                                             |                                                 |
| 43è President dels Estats Units (2001–2009) | 46è Vicepresident dels Estats Units (2001–2009) |
|                                             |                                                 |

La popularitat de Bush augmentà com a president en temps de guerra, cosa que l'afavorí en les primàries republicanes. El senador Lincoln Chafee, de Rhode Island, es plantejà competir contra Bush en una plataforma anti guerra a Nou Hampshire, però va decidir no presentar-se després de la captura de Saddam Hussein el desembre del 2003. Bush acceptà la nominació del Partit Republicà el 2 de setembre del 2004, i va mantenir el vicepresident Dick Cheney com a company de candidatura. Durant la convenció republicana i en la campanya electoral, se centrà en dos temes: defensar els EUA del terrorisme i crear una "ownership society". Bush utilitzà idees populistes per a tenir el suport dels ciutadans en una època de terror internacional.

### Partit Demòcrata
| Entrada del Partit Demòcrata          |                                           |
| John Kerry                            | John Edwards                              |
| per a President                       | per a Vicepresident                       |
|                                       |                                           |
| Senador per Massachusetts (1985–2013) | Senador per Carolina del Nord (1999–2005) |

#### Candidats retirats

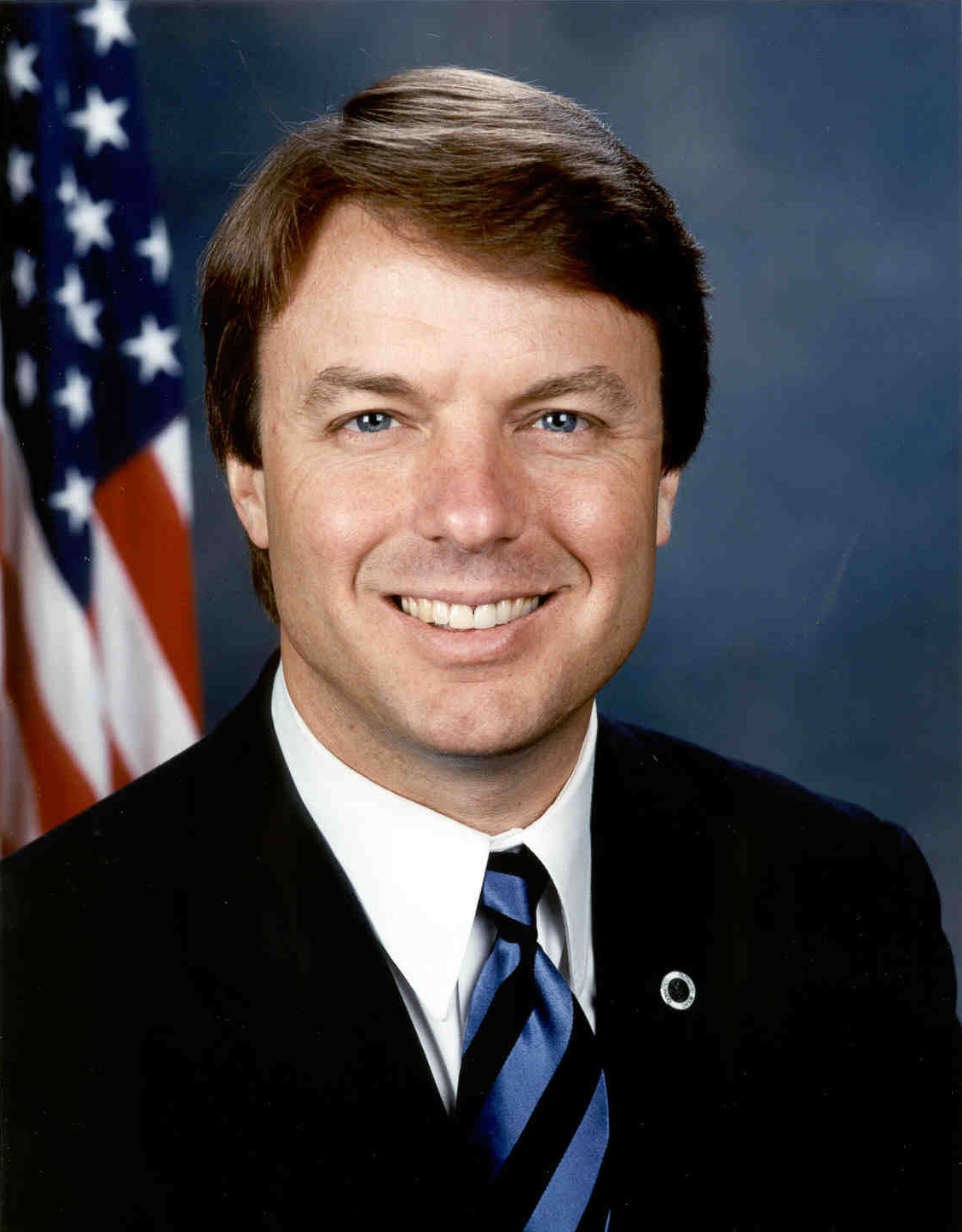
Senador John Edwards de Carolina del Nord (es retirà el 2 de març de 2004)
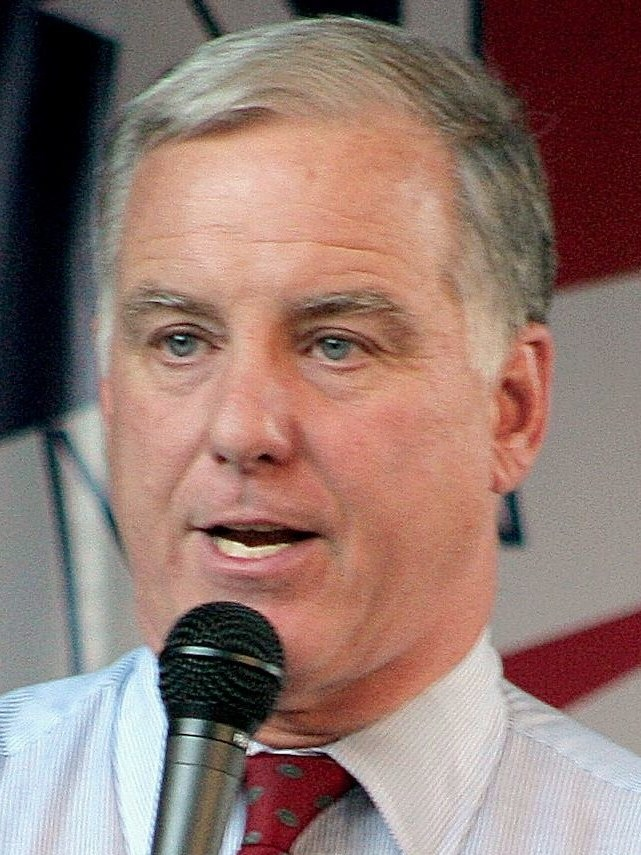
Exgovernador Howard Dean de Vermont (es retirà el 18 de febrer de 2004)
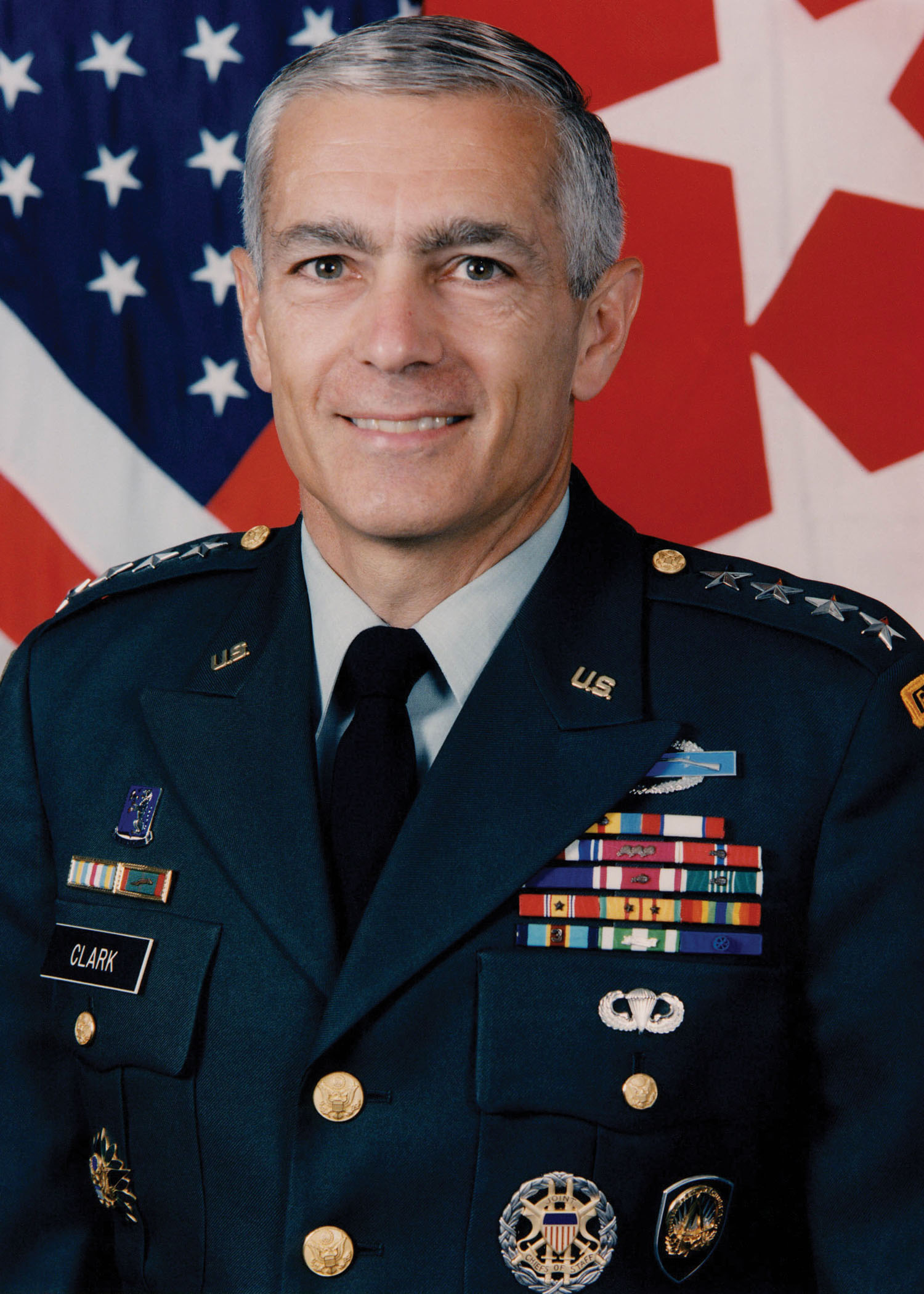
General retirat Wesley Clark d'Arkansas (es retirà l'11 de febrer de 2004)
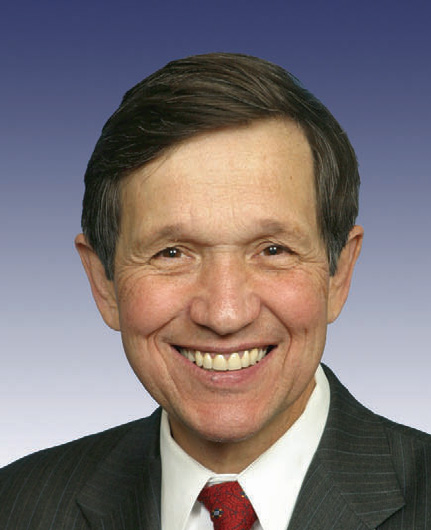
Representant Dennis Kucinich d'Ohio (es retirà el 22 de juliol de 2004)
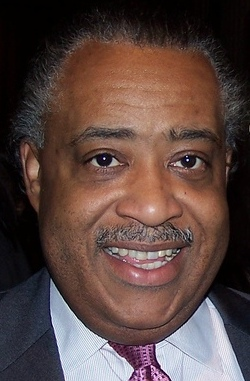
Reverend Al Sharpton de Nova York (es retirà el 15 de març de 2004)
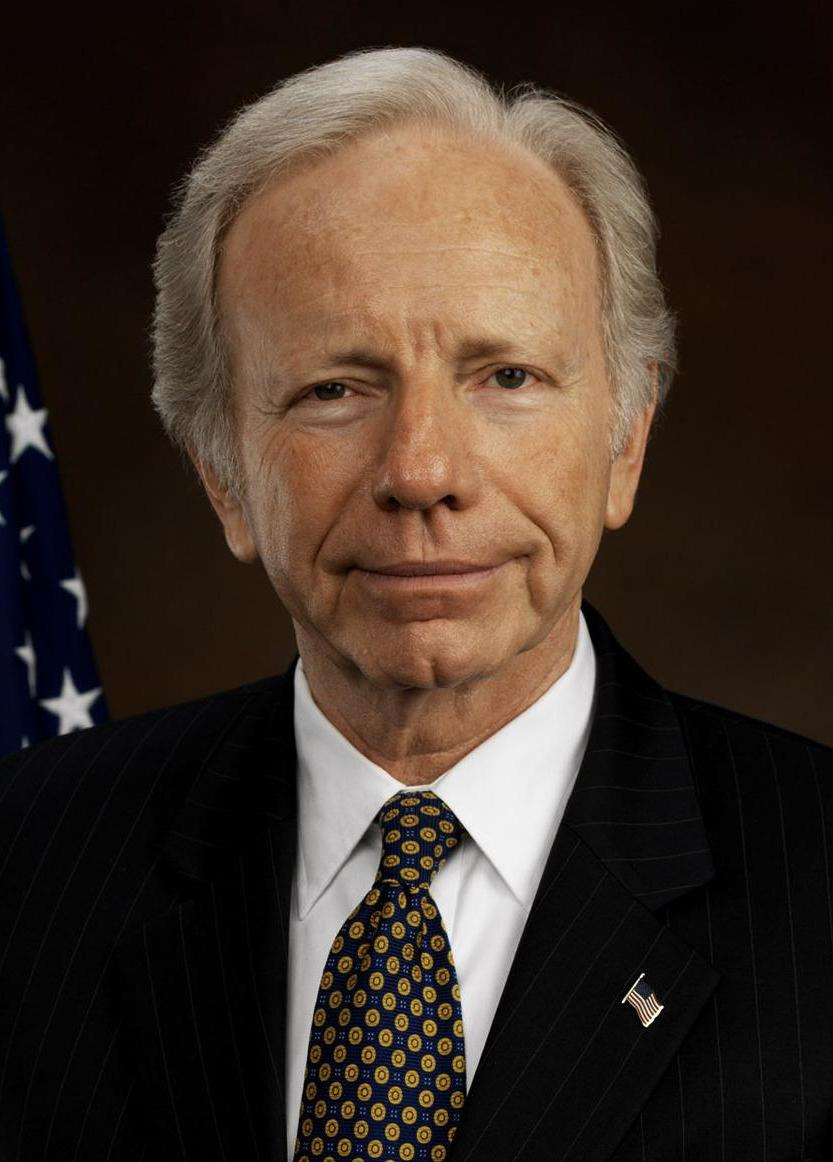
Senador Joe Lieberman de Connecticut (es retirà el 3 de febrer de 2004)
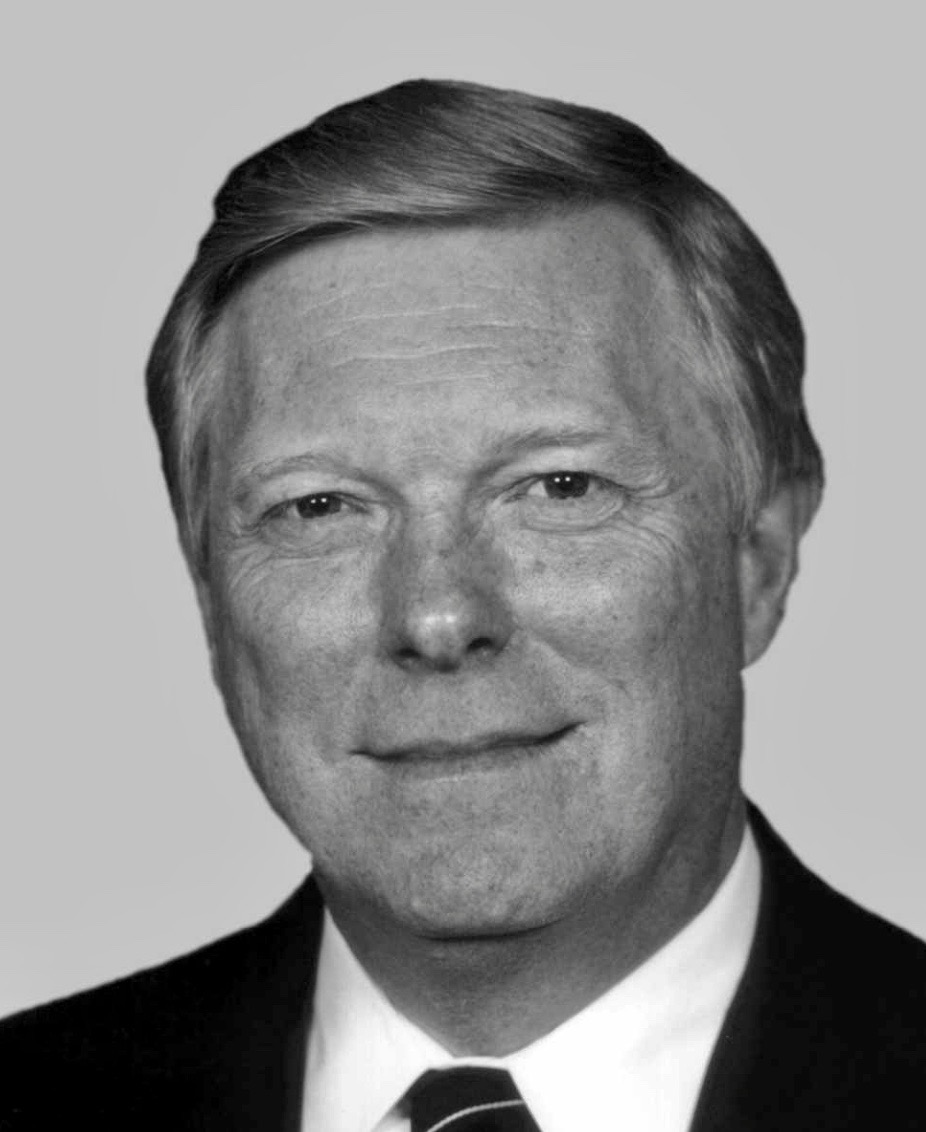
Exlíder de la majoria a la Cambra de Representants Dick Gephardt de Missouri (es retirà el 20 de gener de 2004)
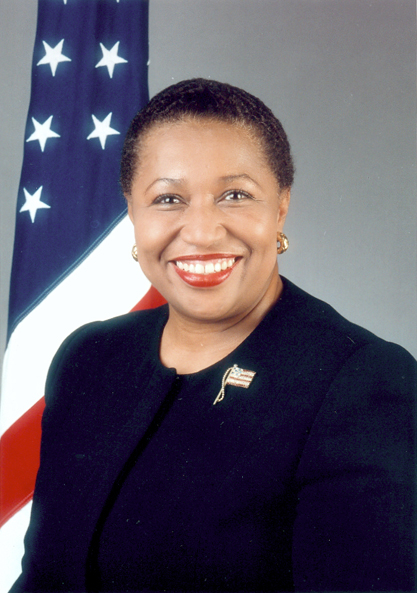
Exsenadora Carol Moseley Braun d'Illinois (es retirà el 15 de gener del 2004)
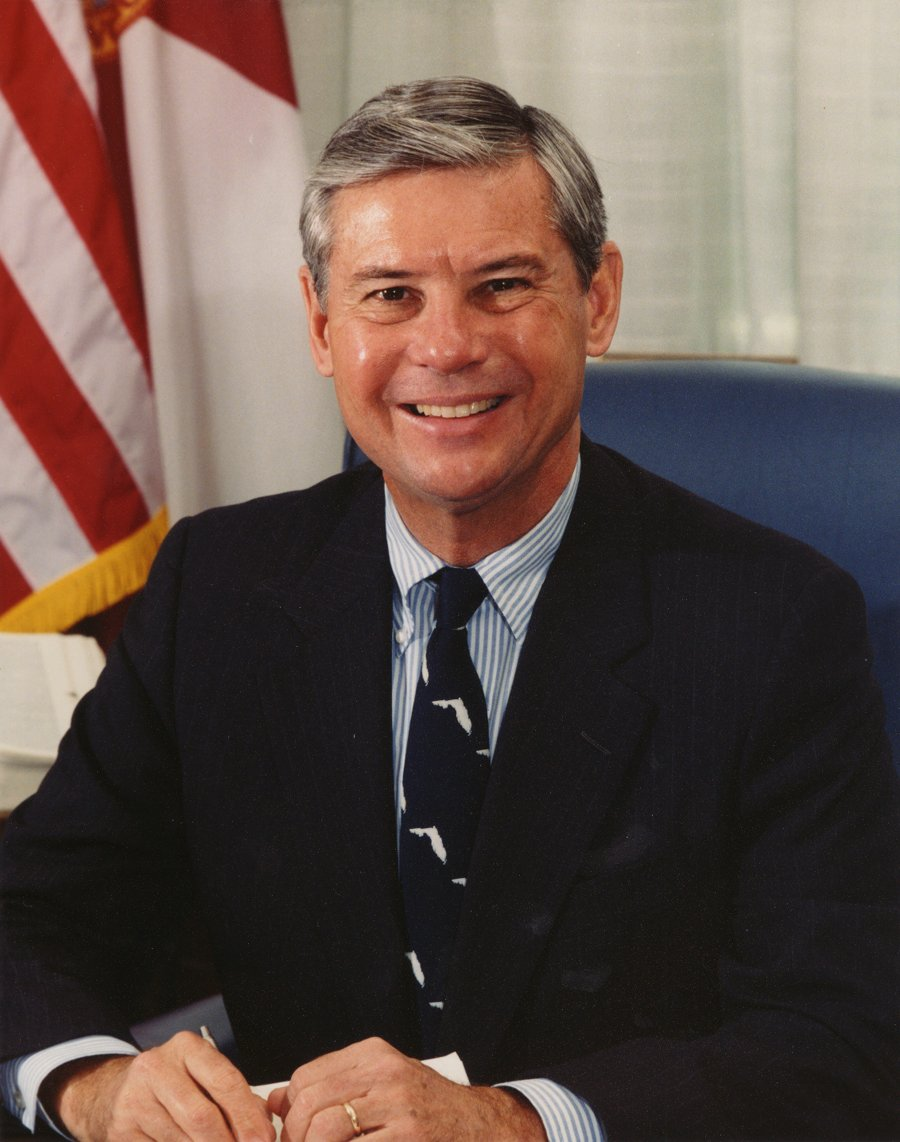
Senador Bob Graham de Florida (es retirà el 6 d'octubre de 2003)
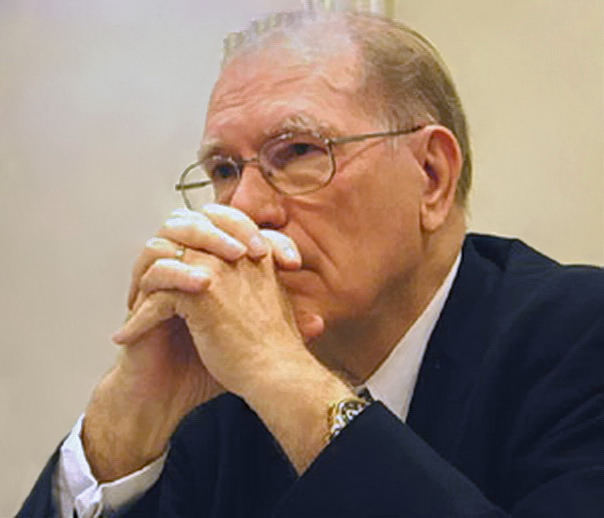
Activista polític Lyndon LaRouche de Virgínia

### Altres candidats
- Michael Badnarik i Richard Campagna, del Partit Llibertari. Seleccionats a la Convenció Nacional Llibertària a Atlanta, el maig de 2004.
- David Cobb i Pat LaMarche, del Partit Verd. Seleccionats a la Convenció Nacional dels Verds a Milwaukee (Wisconsin) el juny de 2004.
- Ralph Nader i Peter Camejo, independents (amb el suport de diversos partits menors).
- Michael Peroutka i Chuck Baldwin, del Partit de la Constitució. Seleccionats a la Convenció Nacional del partit el juny de 2004.

## Resultats
| Candidat presidencial       | Candidat presidencial    | Partit                              | Estat d'origen           | Vots                     | Vots                     | Vots electorals | Candidat vicepresidencial | Estat d'origen    | Vots electorals |
| Candidat presidencial       | Candidat presidencial    | Partit                              | Estat d'origen           | Total                    | %                        | Vots electorals | Candidat vicepresidencial | Estat d'origen    | Vots electorals |
| --------------------------- | ------------------------ | ----------------------------------- | ------------------------ | ------------------------ | ------------------------ | --------------- | ------------------------- | ----------------- | --------------- |
|                             | George W. Bush           | Partit Republicà                    | Texas                    | 62.040.610               | 50,7%                    | 286             | Dick Cheney               | Wyoming           | 286             |
|                             | John Kerry               | Partit Demòcrata                    | Massachusetts            | 59.028.444               | 48,3%                    | 251             | John Edwards              | Carolina del Nord | 251             |
|                             | John Edwards (a)         | Partit Demòcrata                    | Carolina del Nord        | —                        | —                        | 1               | —                         | Carolina del Nord | 1               |
|                             | Ralph Nader              | Independent                         | Connecticut              | 465.650                  | 0,38%                    | 0               | Peter Camejo              | Califòrnia        | 0               |
|                             | Michael Badnarik         | Partit Llibertari                   | Texas                    | 397.265                  | 0,32%                    | 0               | Richard Campagna          | Iowa              | 0               |
|                             | Michael Peroutka         | Partit de la Constitució            | Maryland                 | 143.630                  | 0,12%                    | 0               | Chuck Baldwin             | Florida           | 0               |
|                             | David Cobb               | Partit Verd                         | Texas                    | 119.859                  | 0,10%                    | 0               | Pat LaMarche              | Maine             | 0               |
|                             | Leonard Peltier          | Partit Pau i Llibertat              | Pennsilvània             | 27.607                   | 0,02%                    | 0               | Janice Jordan             | Califòrnia        | 0               |
|                             | Walt Brown               | Partit Socialista                   | Oregon                   | 10.837                   | 0,01%                    | 0               | Mary Alice Herbert        | Vermont           | 0               |
|                             | Róger Calero (b)         | Partit Socialista dels Treballadors | Nova York                | 10.800                   | 0,01%                    | 0               | Arrin Hawkins (b)         | Minnesota         | 0               |
|                             | Thomas Harens            | Llibertat Cristiana                 | Minnesota                | 2.387                    | 0,002%                   | 0               | Jennifer Ryan             | Minnesota         | 0               |
| Total                       | Total                    | Total                               | Total                    | 122.267.553              | 100%                     | 538             |                           |                   | 538             |
| Necessaris per a guanyar    | Necessaris per a guanyar | Necessaris per a guanyar            | Necessaris per a guanyar | Necessaris per a guanyar | Necessaris per a guanyar | 270             |                           |                   | 270             |
| Font: 2004 Election Results |                          |                                     |                          |                          |                          |                 |                           |                   |                 |

(a) Un elector trànsfuga de Minnesota votà John Edwards (escrit "John Ewards") de president.
(b) Com que Arrin Hawkins, de 28 anys, no podia ser elegita presidenta d'acord amb la Constitució, Margaret Trowe la substituí en alguns estats. James Harris substituí Calero en alguns altres estats.